# Mikołaj Jędruszczak
Mikołaj Jędruszczak (ur. 27 sierpnia 1993 w Toruniu) – polski tenisista i trener, wielokrotny mistrz i medalista mistrzostw Polski, celebryta, fotomodel.

## Życiorys
Dzieciństwo i młodość spędził w Toruniu. Jest synem Edwarda i Aliny Jędruszczaków, prawnika i nauczycielki języka niemieckiego. Ma młodszego o cztery lata brata Marcela, także tenisistę.

### Kariera tenisowa
Treningi tenisa rozpoczął na początku lat 2000. Jako junior reprezentował Polskę w rozgrywkach międzynarodowych. Był uczestnikiem programu Davis Cup Future. Występował w drużynowych mistrzostwach Europy i świata.
Wielokrotnie zdobywał medale mistrzostw Polski różnych kategorii wiekowych. W 2013 roku został finalistą narodowych mistrzostw Polski w grze podwójnej. Rok później w parze z Wojciechem Lutkowskim i dwa lata później w parze z Janem Zielińskim triumfował w tej konkurencji. W 2015 roku został również finalistą zawodów gry mieszanej.
W 2013 rozpoczął działalność trenerską. Uzyskał licencję trenera PZT i ITF. Szkolił m.in. Weronikę Falkowską i Stefanię Rogozińską-Dzik. W sztabie szkoleniowym reprezentacji Polski w rozgrywkach Pucharu Federacji pełnił funkcję sparingpartnera.
W rankingu ATP Tour w grze pojedynczej najwyżej sklasyfikowany był na 924. miejscu (27 czerwca 2016), natomiast w rozgrywkach gry podwójnej zajmował 821. pozycję (6 maja 2013).

### Kariera w mediach
W 2019 w parze z Sylwią Madeńską wygrali w pierwszej polskiej edycji reality show Love Island. Wyspa miłości. W 2020 wspólnie z Madeńską zajęli siódme miejsce w 11. edycji programu Dancing with the Stars. Taniec z gwiazdami, ponadto byli bohaterami jednego z odcinków programu Demakijaż. W 2021 był gościem w jednym z odcinków 16. sezonu programu Warsaw Shore: Ekipa z Warszawy. W tym samym roku uczestniczył w programie One Night Squad, a w ramach promocji reality show gościł w jednym z odcinków programu Kuba Wojewódzki.

### Kariera freak show fight
9 lipca 2022 zadebiutował dla federacji typu freak show fight – Prime Show MMA podczas gali „Prime 2: Kosmos”, na której przegrał starcie z fotomodelem Mateuszem Milem.